# Gymnanthes remota
Gymnanthes remota là một loài thực vật có hoa trong họ Đại kích. Loài này được (Steenis) Esser mô tả khoa học đầu tiên năm 1999.